# (100195) 1994 CR12
(100195) 1994 CR12 es un asteroide perteneciente al cinturón de asteroides, descubierto el 7 de febrero de 1994 por Eric Walter Elst desde el Observatorio de La Silla, Chile.